# Сталінградський військовий округ
Сталінгра́дський військо́вий о́круг (СтВО) — одиниця військово-адміністративного поділу в СРСР, один із військових округів, що існував у період з 1941 по 1942 та у 1943 рр. Управління округу знаходилося в місті Сталінград.

## Історія
Сталінградський військовий округ був утворений 26 листопада 1941 року. Включав Сталінградську область (без трьох районів), частини Ростовської і Західно-Казахстанської областей, Калмицьку АРСР і Астраханський округ.
Управління округу сформоване на базі управління Харківського військового округу. Розформований 31 серпня 1942 року, управління округу перетворене на польове управління 28-ї армії.
Знов сформований 2 липня 1943. Включив території Сталінградської області, північної частини Ростовської області, Астраханського округу, Калмицькою АРСР, а також по ходу звільнення території України — Харківську і Ворошиловградську області.
Сталінградський ВО розформований в жовтні 1943 року, територія і війська передані до складу Північно-Кавказького військового округу.

## Командування
- Командувачі:
  - 1941 — генерал-майор М. В. Фекленко
  - 1941—1942 — генерал-лейтенант В. П. Герасименко
  - 1943 — генерал-лейтенант В. В. Косякін